# Kirill Volchkov
Kirill Andreyevich Volchkov (tiếng Nga: Кирилл Андреевич Волчков; sinh ngày 21 tháng 3 năm 1996) là một cầu thủ bóng đá người Nga thi đấu cho FC Kuban-2 Krasnodar.

## Sự nghiệp câu lạc bộ
Anh có màn ra mắt cho đội một của F.K. Kuban Krasnodar vào ngày 23 tháng 9 năm 2015 trong trận đấu tại Cúp quốc gia Nga trước F.K. Shinnik Yaroslavl. Anh vào sân với tư cách dự bị ở phút 77 và ghi bàn thắng quyết định ở phút 85 giúp Kuban vào Vòng 16 đội.